# Tommy Lee Jones
Tommy Lee Jones (San Saba (Texas), 15 september 1946) is een Amerikaans acteur, filmregisseur en -producent. Hij won een Academy Award en een Golden Globe voor zijn bijrol in The Fugitive en werd genomineerd voor Oscars voor zijn vertolkingen in JFK, In the Valley of Elah en Lincoln. Jones ontving daarnaast meer dan vijftien andere filmprijzen, waaronder een Emmy Award voor The Executioner's Song.

## Biografie
Jones volgde zijn opleiding aan St. Mark's School in Texas, een prestigieuze vooropleiding voor jongens. Hierna studeerde hij aan de Harvard-universiteit. Hij speelde offensive guard in het footballteam en speelde mee in de wedstrijd tussen Harvard en Yale in 1968 die in de stand 29-29 eindigde en bekendstaat als The tie. Hij ontving een B.A. in Engelse literatuur en slaagde cum laude in 1969.
Na zijn studie verhuisde Jones naar New York en begon zijn theatercarrière. In 1969 trad hij op Broadway op in A Patriot For me en in 1970 maakte hij zijn filmdebuut in Love Story. Gedurende zijn tijd in New York trad hij op in diverse toneelstukken. Ook speelde hij in een televisiesoap, One Life to Live, van 1971 tot 1975.
Met zijn vrouw Kate Lardner en haar twee kinderen verhuisde hij vervolgens naar Los Angeles. Hier kreeg Jones een aantal rollen in televisieseries zoals Charlie's Angels, Baretta en Family. Tijdens de opnamen van Back Roads in 1981 ontmoette hij Kimberlea Cloughley, met wie hij later trouwde en van wie hij in 1996 scheidde.
Meerdere rollen in zowel televisieproducties, toneelvoorstellingen en films bezorgden hem een reputatie als sterke, explosieve maar ook bedachtzame acteur, die zowel bijrollen als hoofdrollen aan kan.
Met de televisiefilm The Good Old Boys in 1995 maakte hij zijn debuut als regisseur, ook schreef hij mee aan het script.
Sinds 2001 is Jones getrouwd met Dawn Jones. Het is zijn derde huwelijk na dat met Kate Lardner (1971-78) en Kimberlea Gayle Cloughley (1981-96). Samen met Cloughley kreeg hij in 1983 zoon Austin Leonard en in 1991 dochter Victoria Kafka.

## Filmografie

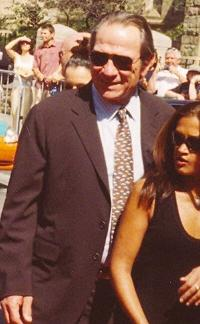

- The Burial (2023) - Jeremiah O'Keefe
- The Comeback Trail (2020) - Duke Montana
- Ad Astra (2019) - commandant H. Clifford McBride
- Shock and Awe (2017) - Joe Galloway
- Mechanic: Resurrection (2016) - Max Adams
- Jason Bourne (2016) - Robert Dewey
- Criminal (2016) - Dr. Franks
- The Homesman (2014) - George Briggs en regie
- The Family (Malavita) (2013) - Robert Stansfield
- Emperor (2012) - generaal Douglas MacArthur
- Hope Springs (2012) - Arnold Soames
- Lincoln (2012) - Thaddeus Stevens
- Men in Black III (2012) - Kevin Brown/Agent Kay
- Captain America: The First Avenger (2011) - Kolonel Chester Phillips
- The Sunset Limited (2011) - White
- The Company Men (2010) - Gene McClary
- In the Electric Mist (2009) - Dave Robicheaux
- In the Valley of Elah (2007) - Hank Deerfield
- No Country for Old Men (2007) - Ed Tom Bell
- A Prairie Home Companion (2006) - Axeman
- The Three Burials of Melquiades Estrada (2005) - Pete Perkins
- Man of the House (2005) - Roland Sharp
- The Missing (2003) - Samuel Jones alias Chaa-duu-ba-its-iidan
- The Hunted (2003) - L.T. Bonham
- Men in Black II (2002) - Kevin Brown, Agent Kay
- Space Cowboys (2000) - Hawk Hawkins
- Rules of Engagement (2000) - Kol. Hayes 'Hodge' Hodges
- Double Jeopardy (1999) - Travis Lehman
- Small Soldiers (1998) - Chip Hazard (stem)
- U.S. Marshals (1998) - Chief Deputy Marshal Samuel Gerard
- Men in Black (1997) - Agent K (Kay)
- Volcano (1997) - Mike Roark
- Batman Forever (1995) - Two-Face/Harvey Dent
- The Good Old Boys (televisiefilm, 1995) - Hewey Calloway
- Cobb (1994) - Ty Cobb
- Blue Sky (1994) - Maj. Henry 'Hank' Marshal
- Natural Born Killers (1994) - gevangenisdirecteur Dwight McClusky
- The Client (1994) - 'Eerwaarde' Roy Foltrigg
- Blown Away (1994) - Ryan Gaerity
- The Fugitive (1993) - Marshal Samuel Gerard
- House of Cards (1993) - Jake Beerlander
- Heaven & Earth (1993) - Steve Butler
- Under Siege (1992) - William Strannix
- JFK (1991) - Clay Shaw/Clay Bertrand
- Fire Birds (1990) - Brad Little
- The Package (1989) - Thomas Boyette
- Lonesome Dove (miniserie, 1989) - Woodrow F. Call
- Gotham (televisiefilm, 1988) - Eddie Mallard
- April Morning (televisiefilm, 1988) - Moses Cooper
- Stormy Monday (1988) - Cosmo
- Stranger on My Land (televisiefilm, 1988) - Bud Whitman
- The Big Town (1987) - George Cole
- Broken Vows (televisiefilm, 1987) - Pater Joseph McMahon
- Yuri Nosenko, KGB (televisiefilm, 1986) - Steve Daley
- Black Moon Rising (1986) - Quint
- The Park Is Mine (televisiefilm, 1985) - Mitch Garnett
- Cat on a Hot Tin Roof (televisiefilm, 1985) - Brick Pollitt
- The River Rat (1984) - Billy
- Nate and Hayes (1983) - kapitein Bully Hayes
- The Executioner's Song (televisiefilm, 1982) - Gary Mark Gilmore
- The Rainmaker (televisiefilm, 1982) - Starbuck
- Back Roads (1981) - Elmore Pratt
- Barn Burning (televisiefilm, 1980) - Ab Snopes
- Coal Miner's Daughter (1980) - Doolittle 'Mooney' Lynn aka 'Doo'
- Eyes of Laura Mars (1978) - John Neville
- The Betsy (1978) - Angelo Perino
- Rolling Thunder (1977) - korporaal Johnny Vohden
- The Amazing Howard Hughes (televisiefilm, 1977) - Howard Hughes
- Smash-Up on Interstate 5 (televisiefilm, 1976) - Officer Hutton
- Family Televisieserie - David Needham (afl., Coming of Age, 1976)
- Jackson County Jail (1976) - Coley Blake
- Charlie's Angels (televisieserie) - Arem Kolegian (afl., Charlie's Angels, 1976)
- Baretta Televisieserie - Sharky (afl., Dead Man Out, 1976)
- Barnaby Jones (televisieserie) - Dr. Jim Melford (afl., Fatal Witness, 1975)
- One Life to Live (televisieserie) - Dr. Mark Toland (afl. onbekend, 1971-1975)
- Eliza's Horoscope (1975) - Tommy Lee
- Life Study (1973) - Gus
- Love Story (1970) - Hank Simpson

## Producer
- Man of the House (2005)
- The Three Burials of Melquiades Estrada (2005)

## Regisseur
- The Homesman (2014)
- The Sunset Limited (2011)
- The Three Burials of Melquiades Estrada (2005)
- The Good Old Boys (1995)

## Trivia
- Jones heeft nog nooit een acteerles gevolgd.
- Jones is nog steeds goede vrienden met Al Gore met wie hij een kamer deelde tijdens zijn studie op Harvard.